# Коллинз, Джозеф Лоутон

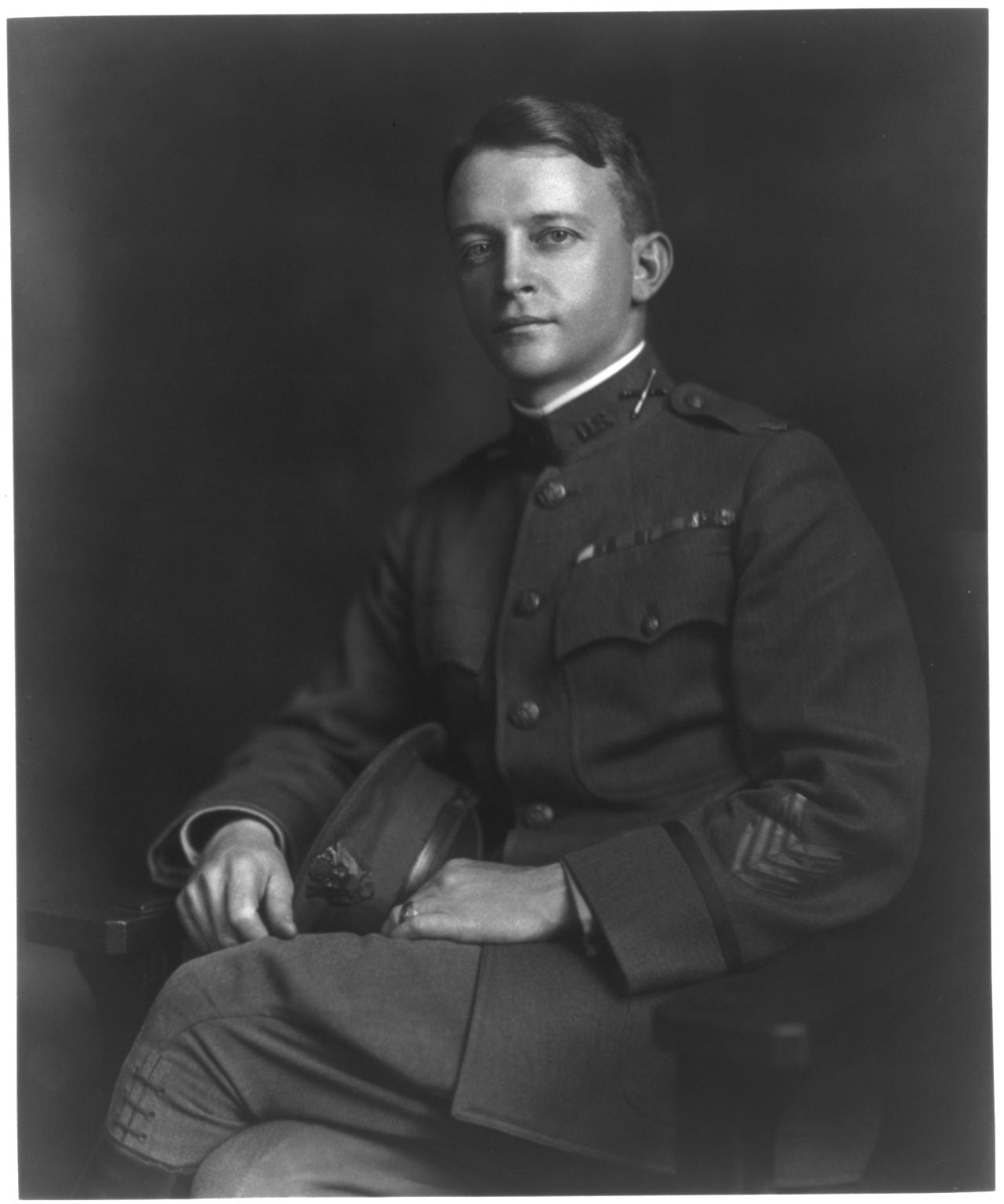
James Lawton в молодсти

Джозеф Лоутон Коллинз (англ. Joseph Lawton Collins; 1 мая 1896 — 12 сентября 1987) — американский военачальник, четырёхзвёздный генерал Армии США. Участник Второй мировой войны, Занимал ряд высоких постов, самых высокий из них — Начальник штаба армии США во время Корейской войны.

## Ранние годы и военная карьера
Коллинз родился в Новом Орлеане, штат Луизиана, 1 мая 1896 года. В июне 1913, когда ему было 17, он поступил в Военную академию США. и окончил её 20 апреля 1917 года. Коллинз был назначен младшим лейтенантом в пехотное подразделение армии Соединенных Штатов и назначен командиром взвода, а затем и роты 22-го пехотного полка. Был повышен в мае 1917 до первого лейтенанта, в августе его повысили до временного капитана. Он учился в сухопутной школе армии Соединенных Штатов в Форт-Силле, штат Оклахома. В июне 1918 года он был повышен до капитана, а в сентябре в временные майоры и в следующем месяце принял командование 3-м батальоном 22-го пехотного полка. Первая мировая война закончилась вскоре после этого, 11 ноября 1918 года. Не имея возможности воевать за границей во время войны, Коллинз командовал 3-м батальоном 18-го пехотного полка во Франции в июне 1919 года и был помощником начальника штаба, в качестве штабного офицера  с американскими войсками в Германии в 1920-1921 годах. В это время Коллинз служил в Германии в оккупационной армии США.
За успешные действия американских войск в борьбе с общим врагом гитлеровской Германией Указом Президиума Верховного Совета СССР от 13 июня 1945 года командир 7-го армейского корпуса генерал-лейтенант  Джозеф Лоутон Коллинз был награжден орденом Суворова II степени